# RRS Discovery
RRS Discovery (Королевское научно-исследовательское судно «Открытие») — британское исследовательское парусное судно, на котором была совершена Британская антарктическая экспедиция (1901—1904). Последний в истории британского судостроения деревянный трёхмачтовый барк, и первое британское судно, специально предназначенное для научных исследований. Спущено на воду 21 марта 1901 года, церемонию крещения провела леди Маркэм.

## История
Судно использовалось как экспедиционная база британской антарктической экспедиции в 1901—1904 годах, которая показала, что «Дискавери» не подходит ни для длительных океанских переходов, ни для пребывания во льдах. В 1905 году барк был продан Компании Гудзонова залива менее чем за одну пятую часть своей стоимости (10 000 фунтов стерлингов). Всё научное оборудование было демонтировано, а внутреннее пространство корпуса использовано под грузовые трюмы. До 1911 года «Дискавери» осуществлял доставку припасов на остров Чарлтон. В 1913 году судно было выкуплено за 9500 фунтов для новой антарктической экспедиции, но она не осуществилась. Во время Первой мировой войны барк был мобилизован и использовался для военных поставок, в том числе в Архангельск. В 1916 году «Дискавери» использовали для эвакуации партии Шеклтона, но ещё в Монтевидео стало известно, что экспедиция была спасена чилийским буксиром «Яльчо». В 1918 году судно совершило последнее плавание на остров Чарлтон. В 1920 году барк использовался для экспедиции в Новороссийск с целью поддержки Белого движения. Далее до 1923 года «Дискавери» простаивал на приколе, пока не был капитально модернизирован для разведки китовых стад в Южном океане. В 1925—1927 годах барк курсировал между Кейптауном и Южными Шетландскими островами, выполняя попутно океанографические исследования; в частности, впервые был исследован пролив Дрейка. В 1929 году «Дискавери» был приобретён для нужд Австрало-Новозеландской антарктической экспедиции под началом Дугласа Моусона, в которой проработал два сезона. Экспедиция подтвердила скверные мореходные качества и слабосильную паровую машину барка, а также его моральную устарелость: было почти невозможно нанять команду для управления парусами в Южном океане. После многих лет простоя, в 1936 году судно было превращено в плавучую базу скаутов. После 1940 года «Дискавери» служил противопожарной станцией на Темзе. После того, как в 1943 году в рангоуте запутался аэростат заграждения, выяснилось, что корпусные конструкции основательно подгнили. Тогда же были демонтированы паровые котлы и паровая машина, а трюмы засыпаны балластом — галькой. Наконец, в 1960-е годы начался процесс по превращению «Дискавери» в судно-музей. В 1985 году судно было передано в фонд Данди, и на борту сухогруза в 1986 году отправлено в порт, где было построено. В 1992 году для хранения барка был построен индивидуальный док, реставрационные работы позволили приблизить судно к первоначальному облику. В коллекции судна-музея имеются подлинные вещи, в том числе трубка и винтовка Роберта Скотта.